# Antonio De Miguel
Antonio De Miguel (Rosario, 25 giugno 1899 – 28 febbraio 1976) è stato un calciatore argentino, di ruolo attaccante.

## Biografia
Dopo essersi ritirato dal calcio giocato gestì un'edicola.

## Caratteristiche tecniche
Ala sinistra di bassa statura, era abile nel dribbling ed era in possesso di buona tecnica e grande rapidità. Iniziò a giocare come centravanti, per poi essere spostato sulla fascia; grazie alla sua duttilità, era capace di giocare in più ruoli della linea d'attacco.

## Carriera

### Club
De Miguel entrò a far parte del settore giovanile dell'Embarcadero, club della Liga Rosarina de Fútbol (la federazione calcistica provinciale di Rosario), nel 1913, venendo incluso nella formazione di Quinta División. Nel 1914 fu inserito nella Cuarta División; in seguito alla doppietta realizzata contro il Rosario Central (la cui porta era difesa da Octavio Díaz) venne promosso prima in Tercera División e infine in prima squadra. Debuttò tra i titolari nello stesso giorno: la mattina aveva giocato con la Cuarta, il pomeriggio con la Tercera e alla sera scese in campo con la prima squadra, segnando un gol contro il Gimnasia y Esgrima. Fu poi ceduto al Rosario Central: giacché Harry Hayes, centrattacco del club, era infortunato, De Miguel ricoprì inizialmente tale ruolo; poi, fu più volte impiegato in altre posizioni. Nel 1920 si trasferì dal Central al Newell's, e rimase con il club dal '20 al '23; in quell'anno passò al Tiro Federal. Dopo aver giocato con tale società fino al 1926, De Miguel decise di tornare al Rosario Central, con la cui maglia si ritirò nel 1930. In tutta la sua carriera ha giocato solo con società di Rosario.

### Nazionale
De Miguel fece parte, nella parte centrale della sua carriera, dei convocati della Nazionale argentina; inoltre, fu chiamato spesso a rappresentare il suo Paese in altre selezioni di argentini, che partecipavano a competizioni non ufficiali. Il suo esordio assoluto in Nazionale maggiore risale al 25 luglio 1920, in occasione dell'incontro di Copa Newton tra Argentina e Uruguay. Giocò poi la Copa Gran Premio de Honor Argentino, che vedeva contrapposte sempre Argentina e Uruguay, l'8 agosto dello stesso anno. Nel settembre 1920, mese in cui iniziava il Campeonato Sudamericano, De Miguel fu incluso tra i convocati per tale competizione; debuttò il 12 settembre contro l'Uruguay. Fu titolare durante tutta la manifestazione. Due anni più tardi, fu escluso dalla lista per il Sudamericano, nonostante fosse stato inizialmente preso in considerazione. Nel 1923 tornò nel massimo torneo continentale sudamericano, stavolta nel ruolo di interno destro. Ancora una volta, presenziò in tutte le gare dell'Argentina. Tre anni dopo De Miguel viaggiò verso il Cile per aggiungersi ai giocatori argentini che partecipavano al Campeonato Sudamericano. Tornato nella posizione d'ala sinistra in cui aveva esordito sei anni prima, De Miguel realizzò un gol il 16 ottobre contro la Bolivia a Santiago del Cile, fermando il risultato sul 5-0 per la propria squadra. Si ripeté contro il Paraguay, il 20 ottobre, segnando al 52º il gol del 6-0 provvisorio (l'incontro terminò 8-0 per l'Argentina).